# Forçament orbital
El forçament orbital és l'efecte sobre el clima de canvis lents en la inclinació de l'eix i la forma de l'òrbita de la Terra (vegeu cicles de Milanković). Aquests canvis orbitals canvien la quantitat total de llum solar que arriba a la Terra de fins a un 25% en les latituds mitjanes (400-500 Wm-2 a latituds de 60 graus). En aquest context, el terme "forçament" significa un procés físic que afecta el clima de la Terra.
Aquest mecanisme es creu que és responsable de la sincronització dels cicles de l'era glacial. Una aplicació estricta de la teoria de Milanković no permet la predicció d'una edat glacial "sobtada" (per ser ràpida ha de ser ni més ni menys d'un o dos segles), ja que el període orbital més ràpid és d'uns 20.000 anys. El calendari dels períodes glacials passats coincideix molt bé amb les prediccions de la teoria de Milanković, i aquests efectes es poden calcular en el futur.

## Descripció general

Dades bàsiques del gel. Nota de la durada dels cicles glacials mitjanes ~ 100.000 anys. La corba blava és la temperatura, la corba verda és el CO2, i la corba vermella és el vent bufa pols glacial (loess). La data d'avui és en el costat dret de la gràfica..

De vegades s'afirma que la longitud de l'actual pic de temperatura interglacial serà similar a la longitud de l'anterior pic interglacial (Interglacial Riss-Würm), i que, per tant, podríem estar arribant al final d'aquest període d'escalfament. Tanmateix, aquesta conclusió és probablement equivocada: les longituds interglacials anteriors no han estat particularment regulars (vegeu la gràfica de la dreta). Berger i Loutre (2002) argumenten que "amb pertorbacions humanes o sense, el clima càlid actual pot durar 50.000 anys. La raó és un mínim en l'excentricitat de l'òrbita de la Terra al voltant del Sol.” També, Archer i Ganopolski (2005) informen que les probables futures emissions de CO2 poden ser suficient per suprimir el cicle glacial per als propers 500.000 anys.
Observeu en la gràfica els forts cicles de la periodicitat dels 100.000 anys, i la notable asimetria de les corbes. Es creu que aquesta asimetria és el resultat de complexes interaccions de mecanismes de retroalimentació. S'ha observat que les eres glacials s'aprofundeixen en etapes progressives, però la recuperació de les condicions interglacials es produeix en un sol gran pas.
La mecànica orbital requereix que la durada de les estacions sigui proporcional a les àrees escombrades dels quadrants estacionals, així que quan l'excentricitat és extrema, les estacions de l'any en el costat oposat de l'òrbita poden durar molt més temps. Actualment, quan la tardor i l'hivern a l'hemisferi nord es produeixen en la seva màxima aproximació, la Terra es mou a la seva velocitat màxima i, per tant, la tardor i l'hivern són lleugerament més curts que la primavera i l'estiu.

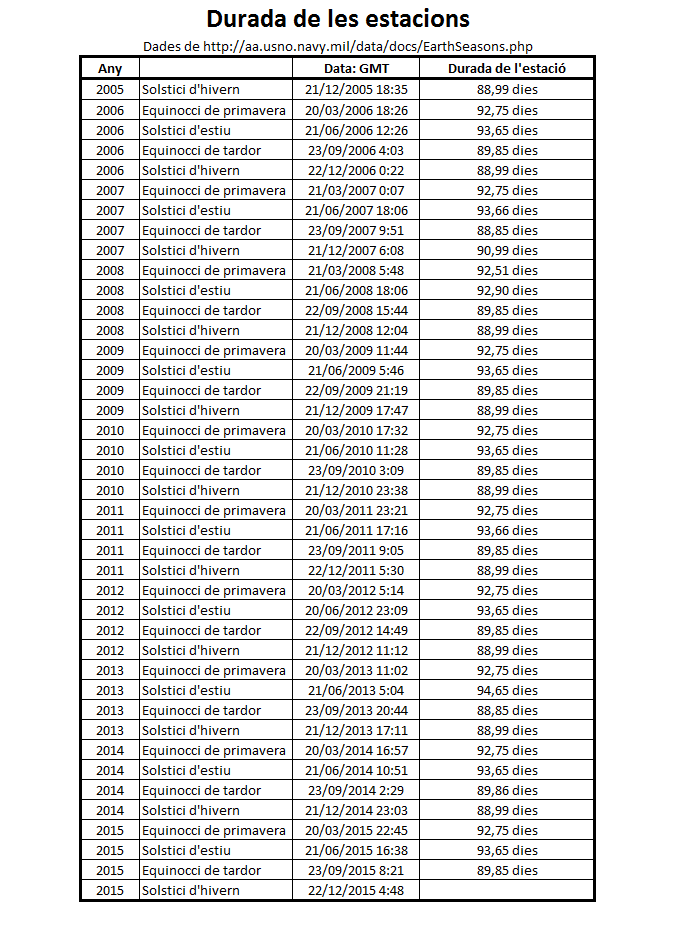
La longitud de les estacions és proporcional a l'àrea de l'òrbita de la Terra escombrada entre els solsticis i equinoccis.

Actualment, l'estiu de l'hemisferi nord és 4,66 dies més llarg que l'hivern i la primavera és 2,9 dies més llarga que la tardor. A mesura que la precessió dels equinoccis canvia el lloc en l'òrbita de la Terra on es produeixen els solsticis i els equinoccis, els hiverns de l'hemisferi nord es fan més llargs i els estius es fan més curts, amb el temps afavorint la creació de les condicions per activar el proper període glacial.
Les disposicions de les masses de terra a la superfície de la Terra es creu que reforcen els efectes del forçament orbital. Les comparacions reconstructives de la placa tectònica dels continents i els estudis paleoclimàtics mostren que els cicles de Milanković tenen el màxim efecte durant les eres geològiques en les quals les masses de terra s'han concentrat a les regions polars, com és el cas en l'actualitat. Groenlàndia, Antàrtida, i les porcions del nord d'Europa, Àsia, i Amèrica del Nord estan situades de tal manera que un petit canvi en l'energia solar inclinarà la balança en el clima de l'Àrtida, entre la preservació de la neu/gel durant tot l'any i la fusió completa d'estiu. La presència o absència de neu i de gel és un mecanisme ben conegut de retroalimentació positiva del clima.